# Heemkunde
Heemkunde, naar het woord heem, is onderzoek naar de eigen leefomgeving. Heemkunde valt onder het immateriële culturele erfgoed en omvat alle wetenschappen op lokaal of regionaal niveau, met als doel heemkennis te vergaren. Het onderzoek kan gericht zijn op de geschiedenis (bijvoorbeeld door middel van archeologie), geografie, demografie, genealogie, dialectologie, toponymie, aardrijkskunde, biologie en ecologie van een woonplaats of omgeving. Heemkunde kan zich op zowel het heden als het verleden richten.

## Beschrijving
Geïnteresseerden verenigen zich in een heemkundige kring, heemkring of oudheidkundige vereniging. Om hun bevindingen te delen publiceren heemkundige kringen een tijdschrift of een jaarboek, beheren ze een lokaal erfgoed en organiseren ze activiteiten zoals lezingen, theater of tentoonstellingen. Tegenwoordig vestigen de kringen zich op internet, onder de vorm van een dorpswebsite of via aanvullingen op de internetencyclopedie Wikipedia.
De activiteiten van heemkundige verenigingen en oudheidkamers worden veelal versterkt door een regionaal centrum voor geschiedenis. Zo verbindt bijvoorbeeld in Noord-Brabant de stichting Brabants Heem de heemkundige kringen en historische verenigingen.
Heemkunde en volkskunde (vroeger folklore genoemd) worden vaak als synoniemen gebruikt en richten zich grotendeels op dezelfde onderzoeksthema's.
Bekende heemkundigen zijn onder andere Karel Peeters, Maarten Larmuseau en Hein Mandos.